# Tudor Vladimirescu (Galați)
Tudor Vladimirescu es una comuna ubicada en el distrito de Galați, Rumania.

## Superficie
Posee una superficie de 54,63 kilómetros cuadrados.

## Demografía
Hasta 2021 la población era de 5032 habitantes, con una densidad de población de 92,11 habitantes por kilómetro cuadrado.